# Гуцу Тетяна Костянтинівна
Тетяна Костянтинівна Гуцу (5 вересня 1976, Одеса) — українська гімнастка, дворазова олімпійська чемпіонка. Перша українська спортсменка, на честь якої лунав український гімн на честь перемоги на Олімпійських іграх та перша з українських спортсменів, на честь якої піднімався український прапор на Олімпіаді .

## Кар'єра
Тетяна Гуцу почала займитися спортивною гімнастикою в шестирічному віці. В 1988 році вона вже входила до складу збірної СРСР. Першим великим міжнародним змаганням для неї був чемпіонат світу 1991 року. Там Тетяна виграла золоті медалі разом із командою, була п'ятою в абсолютному заліку й здобула дві срібні нагороди на приладах — брусах і колоді. Її виступи відзначалися надзвичайною складністю.
На олімпійських іграх у Барселоні Гуцу стала чемпіонкою разом із командою і в абсолютній першості, представляючи Україну. Ще дві нагороди вона виборола у двох окремих видах програми на різновисоких брусах (срібло) та колоді (бронза), ставши, таким чином, першим спортсменом — представником України, що здобув повний комплект олімпійських медалей.
Закінчивши спортивну кар'єру, Тетяна Гуцу переїхала до США, де працює тренером. Має американське громадянство.
У березні 2022 року приєдналася до маршу на підтримку України в парку Маршбанк у Мічигані, тим самим засудивши російське вторгнення.